# Rembrandt e le streghe
Rembrandt e le streghe è la venticinquesima storia a fumetti di Valentina, celebre personaggio creato da Guido Crepax. In questa storia Valentina compare marginalmente solo alla fine, mentre il protagonista è il suo compagno Philip Rembrandt, alle prese con varie donne che lo perseguitano.

## Trama
Philip, solo a casa mentre Valentina e Mattia sono in Inghilterra, si avventura alla ricerca di un regalo per il loro ritorno. Trova una serie di cubi con ritratti rinascimentali di donne, ma uno è mancante. Riesce a ottenere uno sconto dalla venditrice, che indovina il suo nome e si dichiara una sensitiva.
La tranquillità di Philip viene interrotta quando, mentre sta scrivendo a macchina, riceve una telefonata da una donna che chiede dei cubi. Il giorno seguente, la stessa donna si presenta alla sua porta, insistendo per averli, ma Philip la respinge. Poco dopo, un'altra donna, Amalia, lo contatta affermando di potergli procurare il cubetto mancante. Philip si reca a casa sua e ottiene il cubo, ma con sua sorpresa, a questo manca il ritratto. Dopo una conversazione telefonica con Valentina, Philip si immerge nella vasca da bagno, dove sente delle voci di donne provenire dall'acqua. La sera, mentre ascolta Rufus, percepisce la presenza di uno spettro di donna che si aggira per casa. Decide di chiamare degli amici per andare al cinema e, al suo ritorno, scopre di aver lasciato il giradischi acceso. La notte, i suoi sogni si trasformano in un incubo: è rinchiuso in una scatola di legno da alcune donne.
Il giorno seguente, mentre lavora, viene nuovamente sorpreso dalla donna che in precedenza aveva chiesto i cubetti. Questa volta, è determinata ad averli a tutti i costi, cercando di sedurlo per convincerlo. In un momento concitato, la donna prende il disco e lo spezza in due. Philip tenta di fermarla usando il suo potere paralizzante, ma non riuscendo più a controllarlo, fallisce. Si ritrova circondato da tutte le donne che ha incontrato in questa bizzarra vicenda, che iniziano a spogliarlo. Vede Valentina allontanarsi e sente risuonare parole in lingua sotterranea. Philip si risveglia bruscamente dal suo sonno, e ad accoglierlo ci sono Valentina e Mattia, appena tornati dall'Inghilterra. Philip mostra loro i cubetti e Valentina gli mostra un disegno fatto da Mattia. La sera, Philip giunge alla conclusione che le donne siano tutte maghe.

## Personaggi

#### Philip Rembrandt
Per la prima volta protagonista dai tempi di Neutron, questa volta Philip non riesce più a usare i suoi poteri e, come Valentina, è vittima di ossessioni in cui realtà e sogno si intrecciano.

#### Valentina Rosselli
Durante la vicenda Valentina e Mattia sono in vacanza in Inghilterra e compaiono solo alla fine della storia.

## Pubblicazioni
- alter alter aprile/giugno 1977[1][2][3]
- Milano Libri (Il ritratto di Valentina) marzo 1979
- RCS (Volume 8) 2007
- Salani (Storie di ordinaria follia) 2010
- Mondadori (Volume 2) 2014